# Jet Files
Albums de Curren$y
This Ain't No Mixtape
(2009) Pilot Talk
(2010)
Singles
1. Living the Life
Sortie : 4 mars 2010

Jet Files est le deuxième album studio du rappeur Curren$y, sorti le 6 octobre 2009 en version numérique et le 28 juin 2011 en version physique (CD).

## Liste des titres
| No  | Titre                         | Contient un (des) sample(s) de                       | Durée |
| --- | ----------------------------- | ---------------------------------------------------- | ----- |
| 1.  | The Dossier (In and Out)      |                                                      | 1:57  |
| 2.  | Perfect Time                  |                                                      | 4:01  |
| 3.  | On My Way                     | You Can't Blame Me de Johnson, Hawkins, Tatum & Durr | 3:14  |
| 4.  | Smoke N Maintain (In and Out) |                                                      | 2:12  |
| 5.  | Sleepless in New Orleans      |                                                      | 3:52  |
| 6.  | Stay Up (featuring Fly.Union) |                                                      | 3:09  |
| 7.  | Tokyo Drift                   |                                                      | 1:50  |
| 8.  | The Seventies                 | Mercy Mercy Me (The Ecology) de Marvin Gaye          | 3:16  |
| 9.  | The Pledge (In and Out)       | Holy Are You des Electric Prunes                     | 2:18  |
| 10. | Burn an Ounce                 | Gin and Juice de Snoop Dogg featuring Daz Dillinger  | 3:33  |
| 11. | Bring Her Home                |                                                      | 3:37  |
| 12. | I'm Just Dope                 |                                                      | 4:44  |

| 13. | Fly Out                                        | 3:33 |
| 14. | Living the Life (featuring Max B & Young Riot) | 5:46 |